# Patrick J. Kennedy (1967)
Patrick Joseph Kennedy II (Boston (Massachusetts), 14 juli 1967) is een Amerikaanse politicus.Hij is de zoon van de overleden senator Ted Kennedy en Joan Bennett Kennedy, en de neef van voormalig president John F. Kennedy.
Hij zetelde voor de Democraten in het Huis van Afgevaardigden en vertegenwoordigde het eerste district van de staat Rhode Island. In 2011 stelde hij zich niet opnieuw verkiesbaar.

## Persoonlijk leven
Hij woont in Portsmouth, Rhode Island. Lang vrijgezel gebleven, is hij op 15 juli 2011 getrouwd met de lerares geschiedenis Amy Petitgout. Zij heeft een dochter uit een vorig huwelijk. Samen hebben ze een zoon, Owen Patrick, geboren op 15 april 2012.

## Medische problemen
Als tiener werd Patrick behandeld voor een verslaving aan cocaïne.
Op 4 mei 2006 crashte hij met zijn Ford Mustang cabriolet in de barricade bij Capitol Hill. Hij reed zonder lichten in de vroege ochtend. Politieagenten zeiden dat hij naar alcohol rook, maar Kennedy zei dat hij gedesoriënteerd was door voorgeschreven medicatie die hij moest nemen. Getuigen konden echter zeggen dat hij de vorige dag gedronken had.
De volgende dag gaf hij toe dat hij verslaafd was aan medicijnen en hij zou zich laten behandelen in de Mayo Clinic in Minnesota, waar hij ook al voor eerdere verslavingen verbleef. Hij zei dat hij zich niets meer kon herinneren over het ongeval. Nauwelijks een maand later verliet hij de kliniek opnieuw.
Hij verscheen voor de rechtbank en pleitte schuldig voor het rijden onder invloed van alcohol en medicijnen. Hij kreeg één jaar voorwaardelijk en moest een boete betalen van $ 350. Twee van de drie aanklachten werden teruggetrokken. Hij wordt goed opgevolgd, moet zijn urine wekelijks laten testen en gaat naar de Anonieme Alcoholisten.

## Carrière
Patrick Joseph Kennedy werd de jongste Kennedy in de politiek op 21-jarige leeftijd in 1988 toen hij gekozen werd in het Huis van Afgevaardigden van de staat Rhode Island.
In november 1994 versloeg Patrick de Republikein Kevin Vigilante voor het eerste district in het Huis van Afgevaardigden. Daar heeft hij zich met name ingezet voor een betere dekking van ziektekosten, en een efficiëntere manier van werken in de gezondheidszorg.
- Gemeinsame Normdatei: 123410487
- International Standard Name Identifier: 0000 0004 4884 6291
- Library of Congress Control Number: no98100071
- Nationale Bibliotheek van Tsjechië: xx0265124
- SNAC: w6xs6v8b
- Biographical Directory of the United States Congress: K000113
- WorldCat: E39PBJhxj4P3HTPTYrvbTR7bVC